# Горовий Володимир Савич

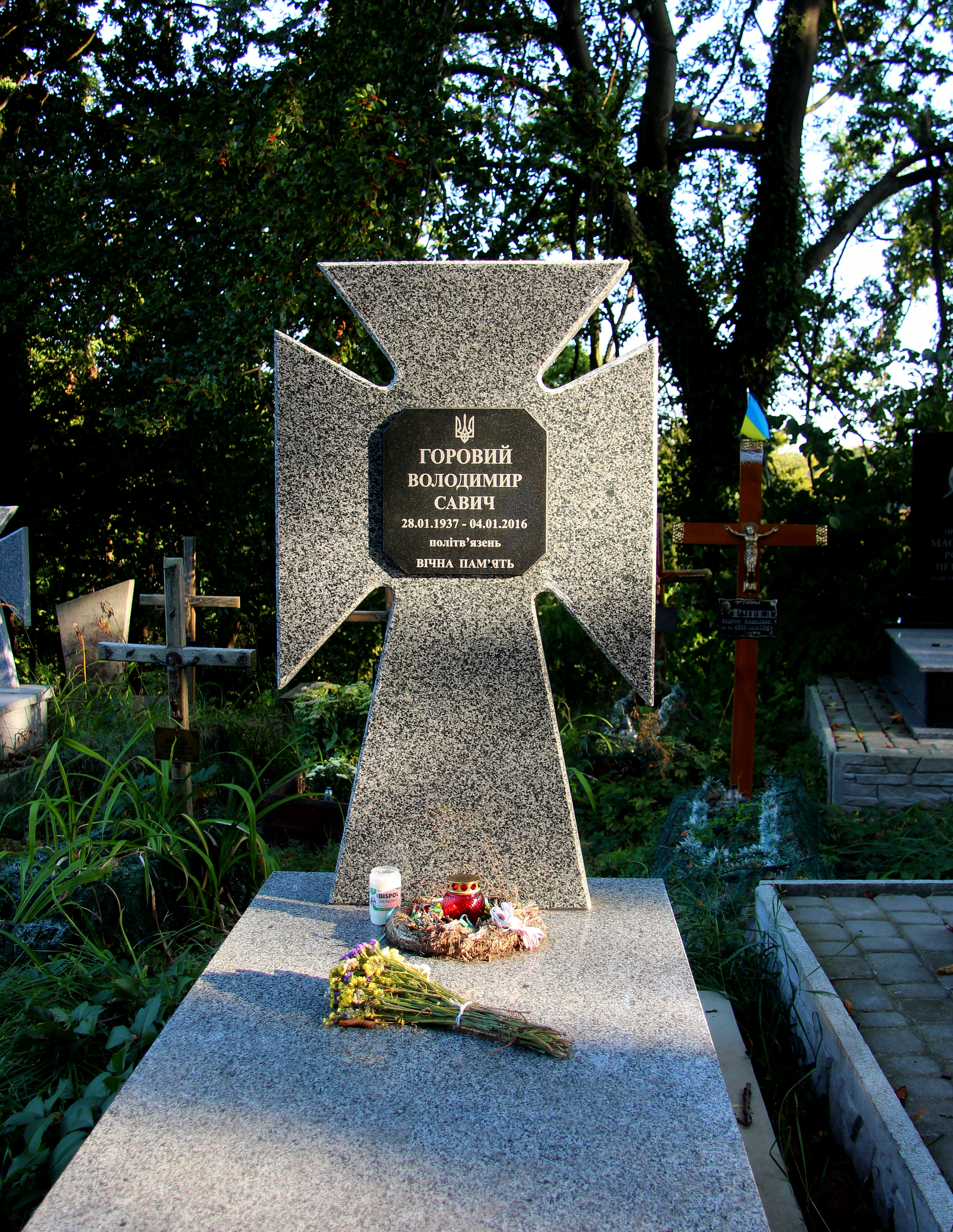

Володимир Савич Горовий (народився 28 січня 1937 в селі Собич Шосткинського району на Сумщині, помер 4 січня 2016) — український політв'язень, громадський діяч, журналіст. 
Діти: Горова (Молнар) Наталя (лікар-ендокринолог),  Горова Леся (співачка, композитор, Народна артистка України). Мав четверо онуків та четверо правнуків.

## Життєпис
Десятий клас середньої школи закінчив 1954 року.
Закінчив фізичний факультет Львівського державного університету.
Працював інженером-конструктором, керівником конструкторського бюро на львівському заводі «Кінескоп».
Учасник українського національного руху. Арештований 6 листопада 1976 у Львові органами КДБ. У ніч з 6-го на 7-ме листопада 1976 року в помешканні та підвалі Володимира Горового каґебісти проводили обшук. Протокол розмістився на 13 сторінках, були вилучені 107 найменувань речей, в тому числі самвидавівська література, радіола, рукописні листи, записи, фотокопії виступів Михайла Гориня, В'ячеслава Чорновола, Валентина Мороза та інших, приватні інструменти, фотоапарати Володимира Горового, фотоплівки, папір. Каґебісти усе долучали до списку, щоб набралась певна сума, щоб сфальсифікувати побутову статтю «крадіжка державного майна».
Слідство провадив Анатолій Яресько з КДБ, який просто скаженів на допитах і говорив «Ми тебе запакуємо в заповідник імені Берії, аж загудеш». Вирок: 6 років ув'язнення. Кінець терміну: 1982. Строк відбував у зоні в селі Райківці Хмельницької області.
Після повернення з тюрми працював креслярем на заводі «Електрон», потім комерційним директором газети «Шлях перемоги».
Протягом останніх років життя очолював Спілку політв'язнів Львівської області і був головним редактором газети «Нескорені».
Похований на Личаківському цвинтарі у Львові.